# 松平春嶽

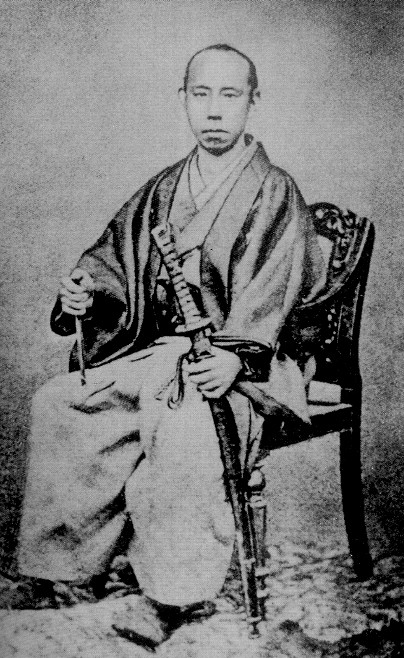
松平春嶽

松平 春嶽 / 慶永（まつだいら しゅんがく / よしなが、旧字体：松󠄁平󠄁 春嶽）は、江戸時代末期（幕末）から明治時代前期にかけての大名、政治家、華族。越前国福井藩16代藩主。位階・勲等は従一位勲一等。
春嶽は号で、諱は慶永（よしなが）である。他に礫川、鴎渚などの号を用いた。
第11代将軍・徳川家斉の弟で田安徳川家3代当主・徳川斉匡の八男。母は閑院宮家司・木村大進政辰の娘である青松院（れゐ）。松平斉善の養子。第12代将軍・徳川家慶の従弟。英邁な藩主で、幕末の四賢侯の一人と謳われていた。著作に幕末明治期の重要な史料である『逸事史補』がある。

## 生涯

### 誕生から藩主就任まで
文政11年9月2日（1828年10月10日）、江戸城内の田安屋敷に生まれる。幼名は錦之丞。錦之丞は伊予松山藩主・松平勝善の養子となることが以前より内定しており、天保8年（1837年）11月25日には正式決定した。
天保9年（1838年）7月27日に越前福井藩主・松平斉善が若年で突然死去した。跡継ぎがいないことから、福井藩先々代藩主・松平斉承の正室・松栄院（浅姫・徳川家慶異母妹）や第12代将軍で斉善の兄の徳川家慶の計らいにより、9月4日付で急遽錦之丞が養子とされた。この手続きの整合性と正当性のため、越前国許からの斉善死去報告の使者は9月2日には江戸に到着していたが、「（国許での）斉善死去は8月28日。（だがそれとは知らないまま）江戸での養子縁組承認は9月4日。国許よりの使者到着は9月6日（に急使が到着した、とするなら、死亡日付は逆算して8月28日頃が都合がよいという設定）。」とされた。10月20日に正式に越前松平家の家督を相続。わずか11歳で福井藩主となる。12月11日に元服し、将軍・徳川家慶の偏諱を授かって慶永と名乗る。翌天保10年（1839年）1月10日に位記・口宣の通知があり、1月11日、日野前大納言邸において正四位下・左近衛権少将の位階・官職が与えられた。

### 藩政改革
天保10年（1839年）2月頃より、慶永と肥後熊本藩主・細川斉護の娘・勇姫との縁談交渉が福井藩より持ちかけられ、4月6日には幕府の内諾があり、5月27日正式に承認された。嘉永2年に結婚を果たす。
同じく天保10年（1839年）2月より、全藩士の俸禄3年間半減と、藩主自身の出費5年削減を打ち出し、財政基盤を盤石にすることに努めた。天保11年（1840年）1月、藩政の旧守派の中心人物であった家老・松平主馬が罷免され、以降の藩政は改革派に理解を示す家老・岡部左膳や側用人・天方孫八、秋田八郎兵衛らが主導権を握り、そのもとで中根雪江、鈴木主税、浅井八百里、平本平学、長谷部甚平、石原甚十郎ら改革派が活躍することとなる。中根らの補佐を受け、翻訳機関洋学所の設置や軍制改革などの藩政改革を行う。また、水戸徳川家の徳川斉昭や薩摩藩主の島津斉彬、老中首座の阿部正弘ら諸大名とも親交を深める。
嘉永6年（1853年）、アメリカのマシュー・ペリー率いる艦隊が来航して通商を求めた際には、攘夷・海防強化を主張し、斉昭に軍艦建造や参勤交代制の緩和などの提言を行っている。だがその後、阿部正弘らとの交流や、藩士の橋本左内の影響を受けて開国派に転じる。そして、幕府に対し、「まず世界の形勢から考えて鎖国を続けるべきでないことは瞭然であり、むしろ我が方から海外に乗り出し、諸外国と交易することを企望すべき時節である。そうした折柄、道理をもって貿易を希望する米国の申し出は、拒絶してはならない。また、強兵の基礎は富国にあり、富国のためには諸外国との貿易を促進しなければならない。しかし、貿易には利害得失があり、国ごとの風習の相違もあって、紛争を生じがちである。目下最も警戒すべきは露・英二国の動静であるが、清国のアヘン戦争を教訓として対処しなければならない。そして、先んじて人を制すの精神に立って外国の来貢を待つのではなく、『我より無数之軍艦を製し、近傍之小邦を兼併し、互市之（貿易）道繁ニ相成候ハゝ、反て欧羅巴諸国ニ超越する功業も相立』つであろう」という積極開国論を説いた建白書を提出する。

### 将軍継嗣問題と条約勅許問題
第13代将軍・徳川家定の継嗣問題を巡り、慶永は英邁な人物を将軍にし、幕政改革を断行すべく一橋徳川家当主の一橋慶喜を擁立（「一橋派」）し、紀州藩主の徳川慶福を擁する南紀派と対抗した。安政3年（1856年）10月6日には、尾張藩主・徳川慶恕や徳島藩主・蜂須賀斉裕、宇和島藩主・伊達宗城、安中藩主・板倉勝明等の大名に書状を送り、慶喜擁立について賛同と協力を求めた。中には慶恕のように当初は傍観的で熱意を示さぬ者もあったが、将軍家斉の子で慶永の従兄弟にあたる蜂須賀斉裕などは、大いに賛成して、以後積極的な協力姿勢をとった。また、斉彬とも連携し、斉彬の養女・篤姫の入輿の周旋も行っている。
一方、幕府に対しても、安政4年（1857年）秋より堀田正睦、久世広周、松平忠固などの老中を歴訪して説得に努め、同年10月16日には蜂須賀斉裕と連署して、一橋慶喜の将軍継嗣決定を迫る建言書を、幕府に提出するにいたった。慶永と斉裕はその建言の中で、「米使ハリスに許可した将軍謁見のことは、今後ロシアやイギリスにも及び、それにともなう国内の騒擾はいっそう深まり、我が国は危急の秋を迎えるであろう。この時に当たり真っ先に行うべきは、将軍家定を補佐し、諸大名を畏服せしめるほどの賢徳の人物を、将軍継嗣に決定することである。紀伊慶福は血統こそ家定に最も近いが、いまだ幼年で天下の人心を結集することはできない。一橋慶喜の外に、この大任を果しうる適格の人物はいない」と説いている。
そうした継嗣問題解決のため慶永を補佐したのが、中根雪江と橋本左内だった。ことに安政4年8月江戸に召し出されて、侍読兼御内用掛を命じられた24歳の橋本左内は、蘭学研鑽によって得た国際知識も駆使して慶永を援助し、幕府や諸藩の有司の説得にあたった。翌5年2月には堀田正睦、岩瀬忠震、川路聖謨らの上洛に伴い京都へ派遣され、日米修好通商条約調印の勅許や将軍継嗣問題を有利に解決する内勅を得るため、内大臣・三条実万などの有力公卿邸に出入して活動した。しかし、南紀派の動きもあり、京都における左内の努力は、結局実を結ばなかった。
そして幕閣では徳川慶福を推す南紀派の彦根藩主・井伊直弼が大奥の支持を得て大老となり、将軍世子は慶福に内定する。それを知らない慶永は朋友の伊達宗城・山内容堂（土佐藩主）と協力して運動する。だが、権力を掌握した直弼は安政5年（1858年）6月19日、勅許を経ぬまま日米修好通商条約の調印を強行し、同20日には老中・堀田正睦、松平忠固を罷免、代わって鯖江藩主・間部詮勝、前掛川藩主・太田資始、西尾藩主・松平乗全を新老中に任命した。この幕閣改造は、違勅調印を朝廷軽視の所業であるとして、たちまち渦巻いた批判をかわすため、その責任を負わせた意味もあったが、内実は一橋派に理解を示す正睦と忠固を追放し、幕権擁護派によって老中の体制を固めたものであった。
6月24日朝、慶永は彦根藩邸を訪ねて直弼に談判し、その後を追い江戸城へ押し掛け、直弼や老中を面詰して、違勅調印や将軍継嗣問題についての責任を追及したが、7月5日、不時登城の罪を問われて強制的に隠居させられ、謹慎の処罰を受けた。これ以降、慶永は春嶽の号を多用するようになる。慶永隠居の跡には、越前松平家の支流で越後糸魚川藩主の松平直廉が、幕命によって17代藩主に就任し、茂昭と改名した。
また、将軍家定の死去により慶福改め徳川家茂が第14代将軍に就任し、また春嶽の一番の同志であった島津斉彬が病死するなど、一橋派にとって不利な出来事が続いた。一方、京都では、直弼の専横に怒った孝明天皇が水戸藩に対し戊午の密勅を下し、福井藩にもその写しが送付された。この密勅を発端として起こった、井伊直弼主導の安政の大獄により左内は投獄され、安政6年（1859年）に斬首刑に処された。

### 政事総裁職
安政7年（1860年）3月3日、井伊直弼が桜田門外の変で暗殺されると、幕府の政策方針も転換し、春嶽は文久2年（1862年）4月25日に謹慎を解かれ、5月7日には将軍家茂に拝謁し、家茂から幕政参与として折々登城するよう命じられて、一挙に政界へも復帰することとなった。
同年、亡き島津斉彬の弟で、薩摩藩主・島津茂久の父・島津久光が兵を率いて京都へ上洛し、勅使の大原重徳とともに江戸へ下り、慶喜を将軍後見職とし、春嶽を大老とすることを要求した。文久2年7月9日（1862年8月4日）、春嶽は新設の政事総裁職に就任した。そして、御側御用取次の大久保一翁、軍艦奉行並に抜擢した勝海舟らと協議して、慶喜らとともに次のような幕政改革を行った（文久の改革）。
1. かねての持論どおり参勤交代制を大幅に緩和し、出府は3年に1度、滞府は100日間と定め、大名妻子の国元居住を勝手次第とする。
2. 老中初め登営の際は騎馬乗切とし、供揃の人員を削減させる。
3. 幕府軍制を改革し、歩・騎・砲ともに洋式を採用する。
4. 幕府職制を改革して、人員削減を図り、営中出仕者の継上下着用を廃止して割羽織襠高袴着用とするなど、服制改革を実施して冗費を省かせる。
5. 大名等の将軍・幕閣に対する進献物を自粛させ、節倹を指導する。
6. 京都守護職を新設して会津藩主・松平容保をこれに任じ、京都所司代・大坂城代・近国大名を指導する権限を与えて、京都の治安と警備に当たらせる。

また、春嶽は熊本藩出身の横井小楠を政治顧問に迎え、藩政改革や幕政改革にあたって、「国是七条」などの彼の意見を重視した。
文久2年12月には、土佐脱藩浪士・坂本龍馬と会っている。
勅使の三条実美、姉小路公知の求めにより、将軍家茂に先駆けて翌文久3年（1863年）2月に上洛するが、京都では長州藩など尊王攘夷派の勢力が強く、また、勢いに乗じた過激浪士が天誅と称して暗殺を事とする有様で、春嶽や慶喜らの活動は制限された。春嶽は松平容保、土佐藩主・山内容堂、伊達宗城、島津久光等の諸侯や、中川宮、関白・鷹司輔熈、近衛忠熈等の皇族・公家と協議するも、思うような成果は上がらなかった。家茂上洛後も、春嶽は可能な限り公卿等を説得して、攘夷の無謀を知らしめようとしたが、慶喜が尊王攘夷派と妥協しようとしたため、春嶽はこれに反対して3月2日（4月19日）に政事総裁職の辞表を提出するが、これは受け入れられなかった。しかし春嶽は京を離れ、領国の越前に帰国した。このため、3月25日に逼塞処分および政事総裁職を罷免された。
文久3年5月に、山内容堂より脱藩を許され、福井に来た坂本龍馬に神戸海軍操練所の運営資金を融通している。

### 挙藩上洛計画と参与会議
6月、先月中から横井小楠主導で進められてきた「挙藩上京計画」が発表された。福井城中に全藩士を集めて発表されたこの計画は、「天下に大義理を御立通し成され候御趣意」とし、春嶽および藩主・松平茂昭以下、福井藩全藩士一統が再び帰国せぬ覚悟を定めて行軍上京し、一気に京洛を占拠し権勢を掌握した上で、福井藩主導の下に簡潔に、（1）将軍上洛中の好機を捉えて、各国公使を京都に呼び寄せ、朝幕の要人列席して談判を開き、万国至当の条理を決定し、（2）幕府の失政は明らかであるから、この上は朝廷が裁断の権を掌握し、賢明の諸藩主に国政参与を命じ、諸有司も広く諸藩から人材を登用して任用すること、といった二点の時局対応策を、朝廷・幕府に建言し尽力せんとするものであった。計画の実現のため薩摩藩と連携しつつ熊本藩・加賀藩などにも加勢を頼んだ。ところが、中根雪江ら藩内の反対派の活動や他藩や朝廷・幕府との連携のほころびにより、決行直前の8月半ばに急遽中止となった。これら他藩や朝廷・幕府の動向の通り、全く歓迎されていない計画ではなかった。ともあれこの中止により、挙藩上洛を主張した家老の本多飛騨守、松平主馬、最も強硬論を主張した三岡八郎（由利公正）や長谷部甚平、村田氏寿らも、悉く蟄居を命じられるに至り、横井小楠も、福井を去り熊本へと帰った。また、こののち京洛では福井藩が朝敵と看做され、松井中務ら挙藩上洛計画に関わった人物が尊王攘夷派のテロによって命を落とした。
会津藩と薩摩藩が協力した八月十八日の政変で長州藩が追放されると、島津久光、山内容堂、伊達宗城、一橋慶喜、松平容保とともに参預に任命され、諸勢力に促される形で11月に再度上洛している。参預会議では、横浜鎖港談判、長州藩の処置、大坂港の防備強化、京都守護職の問題などが議案となったが、参預諸侯間の意見の不一致からなかなか上手く機能せず、この状況を危惧した朝廷側の中川宮は、問題の不一致を斡旋しようと文久4年2月16日（1864年3月23日）、参預諸侯を自邸に招き、酒席を設けた。この席上、泥酔した徳川慶喜は中川宮に対し、久光、春嶽、宗城を指さして「この3人は天下の大愚物・大奸物であり、後見職たる自分と一緒にしないでほしい」と発言した。この言葉に島津久光が完全に参預会議を見限る形となり、松平春嶽や薩摩藩家老の小松帯刀らが関係修復を模索するが、元治元年2月25日（4月1日）に容堂が京都を退去、3月9日（4月14日）に慶喜が参預を辞任し、結局体制崩壊となった。
元治元年2月15日（1864年3月22日）には長州征討のため軍事総裁職に転じた容保に代わり、京都守護職に就任する。しかし、当時春嶽に対する幕府要人の評価は険悪であり、長くその職に留まることは困難であった。春嶽が同じ朝議参預の薩摩・土佐藩などと結び、雄藩連合を唱えて幕権の失墜に加担し、また、その開国論は目下の朝幕の方針に反していると批判したのである。幕閣中にも春嶽や福井藩人を、「越の奸」「例の狡猾」などと悪しざまに評する者があり、守護職に属すべき新選組なども、福井藩の支配に入ることを喜ばなかった。4月7日、このような反発の中で京都の治安維持に責任を負えぬことを悟った慶永は、八方に歎願して辞任を許され、19日に京都を去って福井へ帰った。

### 長州征討
春嶽ら有力諸侯が京を離れた隙を狙い、失地回復を目指す長州藩が挙兵上洛したが、慶喜が指揮する幕府軍に敗れた（なお、このとき村田氏寿ら越前藩兵は堺町御門にて久坂玄瑞らの兵と戦っている）。この禁門の変により長州藩は朝敵となり、長州征討が行われることとなった。総督には初め紀州藩主徳川茂承が、のちに代わって前尾張藩主徳川慶恕改め慶勝が任命され、副総督に茂昭が当たることになった。
この第一次長州征討は戦火を交えることなく撤兵したが、慶応元年4月、幕府は「長藩に容易ならざる企あり」として征長先鋒総督に前尾張藩主・徳川茂徳を任命（翌5月に紀州藩主・徳川茂承に交替）して、「長州再征」に乗り出した。福井藩では、重臣会議を開いて検討した結果、あくまでも長州再征を食い止める方針を確認し、4月30日、藩主茂昭の名で、建白書を幕府に提出した。また、春嶽は、毛受洪に上京を命じ、在京の一橋慶喜・松平容保や諸藩士等との意見交換や説得工作により、事態の収拾をはかろうとした。さらに春嶽は、朝廷への入説にも懸命となり、5月2日、賀陽宮と山階宮に書翰を送っている。
しかし幕府は、福井藩を初め諸雄藩の懸命な諫止にもかかわらず、再征の準備を進め、9月21日、朝廷に奏請して長州再征の勅許を得、福井藩の協力を要請し、慶応2年5月27日、藩主茂昭の上京を求めたが、茂昭は病気のため出陣に堪えられないと拒否した。次いで春嶽の上京を督促したので、春嶽は6月1日やむなくその命に応ずる旨を回答するとともに、幕府に「演説案」を差し出した。このなかで、「貢租の過重な負担と物価の高騰により、士民が困窮している。将軍が征長のため大坂を出発すれば、その機に乗じ、幕府の失政を口実に、人心を扇動してどんな変乱を企てる者が出てくるかもしれない。そのため将軍は絶対に出陣してはならない」と切言した。春嶽は、断固たる決意で6月25日に福井を出発、29日、京都岡崎の藩邸に入り、当面の紛糾した政局の収拾に乗り出した。一方、長州藩では、領民の力を組み入れた洋式軍制による挙藩的な反撃態勢が整い、幕府軍をいよいよ窮地に陥らせた。7月20日の将軍家茂の病死により、幕府はようやく撤兵の機会をつかんだ。このとき、春嶽が「九州解兵」の好機であると進言したのはもちろんであり、慶喜は8月16日「長州征伐を停止し、大名諸侯を招集して国事を議すべきこと」を朝廷に奏請して勅許を得た。

### 四侯会議から明治維新へ
その後、空位となった将軍職を巡り、春嶽は板倉勝静や永井尚志らとともに慶喜に将軍就任を求めた。慶喜は拒み続けたが、12月5日についに第15代将軍に就任した。
慶応3年（1867年）、島津久光が送った西郷隆盛に促された山内容堂・伊達宗城が相次いで上京。当時京都に居た春嶽もまた、小松帯刀の説得を受け、この四者で四侯会議が開かれた。この合議制により、幕府の権威を縮小し、朝廷および雄藩連合による合議をもってこれに代えようと久光は画策していた。第1回の会合は5月4日（6月6日）に京都の越前藩邸で開かれ、以降2週間余の間に徹夜も含めて8度会談は開かれた。朝廷関係者、徳川慶喜らを交えた会議では、兵庫開港や長州藩の処分について話し合われた。早々に諦めた容堂と違い、春嶽は長州征伐には最後まで反対するが、慶喜の巧みな懐柔により慶喜らの意見が勝利した。
この会議の失敗以降、薩摩藩は強硬な倒幕側へ傾き、西郷や大久保利通らは岩倉具視と結託し、土佐藩や芸州藩との関係を模索する。一方、土佐藩の中で武力討幕に反対する後藤象二郎や坂本龍馬、福岡孝弟らは平和的な解決を試み、慶喜に対し大政奉還を建白し、春嶽もまたこれに賛同している。慶喜はこれを容れて、10月14日、大政を朝廷に奉還した。
12月9日（1868年1月3日）の王政復古の宣言の前日、朝廷より議定に任命される。その後の小御所会議では、慶喜に辞官納地を求める薩摩藩に対し、山内容堂や徳川慶勝らとともに対抗している。しかし会議は慶喜の辞官納地を決定してしまい、春嶽は慶勝とともに慶喜にこれを伝えている。戦争にならぬよう春嶽は両者の調停に尽力したが、薩摩藩邸焼き討ちにより情勢が変化し、鳥羽・伏見の戦いが勃発してしまう。その後も慶喜の助命嘆願や甥の田安亀之助の徳川宗家相続などに力を尽くした。

### 維新後
維新後の新政府では内国事務総督、民部官知事、民部卿、大蔵卿などを歴任し、「明治」の元号の制定に携わった。だが、家臣だった中根雪江や由利公正（三岡八郎）、酒井十之丞らが政府を去り、横井小楠も暗殺され、春嶽も明治3年（1870年）に政務を退く。その後は明治3年から明治12年にかけて『逸事史補』などの文筆活動を行った。
明治23年（1890年）に肺水腫のため小石川の自邸で死去、享年63。辞世の歌は「なき数に よしや入るとも 天翔り 御代をまもらむ すめ國のため」。墓所は東京都品川区の補陀洛山海晏寺。死の翌年の明治24年（1891年）には佐佳枝廼社（越前東照宮）に春嶽の霊が合祀された。昭和18年（1943年）には春嶽を主祭神とする別格官幣社福井神社が創建された。

## 官位履歴
※ 日付は明治5年までは旧暦
- 天保9年（1838年）

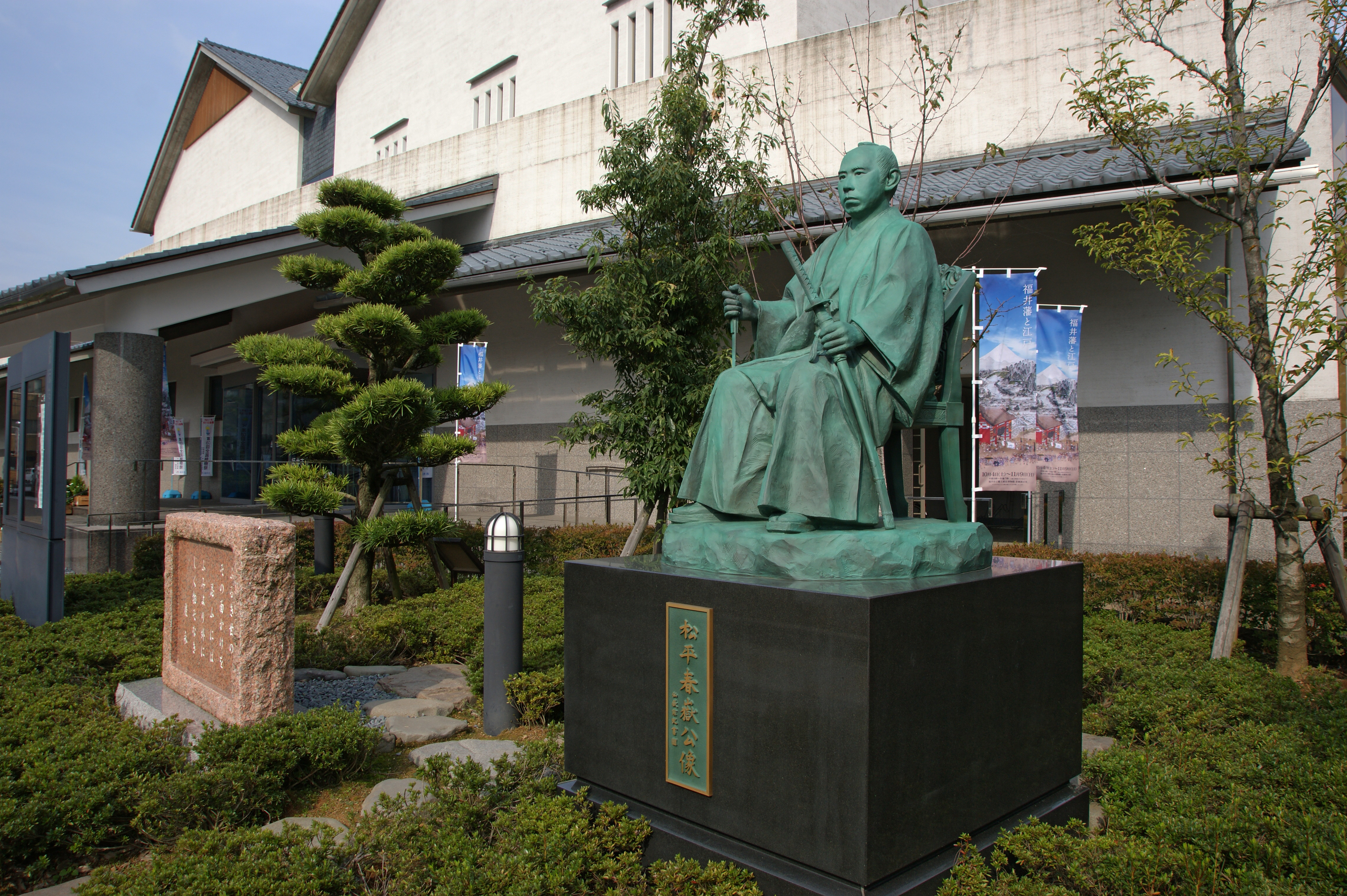
福井市立郷土歴史博物館前の松平春嶽像

  - 9月4日、従四位上・左近衛権少将に叙任。
  - 12月11日、正四位下に昇叙し、左近衛権少将留任。越前守を兼任。
- 嘉永4年（1851年）12月16日、左近衛権中将に転任。越前守兼任留任。
- 元治元年
  - 2月16日、越前守を去り大蔵大輔を兼任。
  - 4月11日、正四位上に昇叙し、参議に補任。
- 慶応3年（1867年）12月8日、維新政府の議定に補任。
- 慶応4年（1868年）
  - 1月17日、維新政府の内国事務総督を兼帯。
  - 2月20日、内国事務局輔に異動。議定留任。
  - 閏4月21日、内国事務局廃官。
  - 6月27日、従二位に昇叙し、権中納言に転任。
- 明治2年（1869年）
  - 5月15日、議定から民部官知事に異動。
  - 7月8日、民部卿に異動。
  - 8月11日、大蔵卿を兼任。
  - 8月24日、大学別当・侍読に異動。
  - 9月26日、正二位に昇叙。
- 明治3年（1870年）7月13日、大学別当と侍読を辞任し、麝香間祗候となる。以降は公職から引退。
- 明治14年（1881年）7月16日、勲二等に叙せられ、旭日重光章を受章。
- 明治21年（1888年）9月7日、従一位に昇叙。
- 明治22年（1889年）5月29日、勲一等に叙せられ、旭日大綬章を受章。

## 栄典
- 1888年（明治21年）9月7日 - 従一位[5]
- 1889年（明治22年）
  - 5月29日 - 勲一等旭日大綬章[6]
  - 11月25日 - 大日本帝国憲法発布記念章[7]

## 人物・逸話
- 幕末期に鋳造発行された貨幣「文久永宝」の文字は、当時幕府上位閣僚のうち能筆とされた3人の手による。この一部は、春嶽の筆である[要出典]。「文久永寳」の寳の字が「宝」と略されている硬貨が春嶽の筆である[要出典]。
- 『続再夢紀事』、『孝明天皇紀』さらに『逸事史補』には「元治」への改元の際、朝廷が幕府に示した元号案の中で「令徳」を天皇が推していると主張した。「令徳」という言葉に「徳川に命令する」という意味を読み取った幕閣や一橋慶喜らはこれを嫌い、春嶽に相談を持ち掛けるが、春嶽は「もとより天下で最高位にあるのは朝廷である」という趣旨の発言をしたが続いて「『令』という文字を年号に使った先例はない(2019年に令和に改元したのが初の事例)」として元号案の一つにあった「元治」（「元に治まる」の意で「王政復古」の意味合いが強い）を妥協点とすることと提案。慶喜らに懇願され春嶽が説得した朝廷側の中川宮朝彦親王や関白・二条斉敬もこれに同意。無事、新元号は「元治」に決定したという[8][9][10]。
- 『明治天皇紀』や『岩倉公実記』、『逸事史補』といった資料によると「明治」への改元にあたり、菅原家等の学者が複数の元号案を提出、それらを岩倉具視の意を受けた春嶽が「佳号」と判断した2〜3号に絞り込み、最終的には籤引きによって決定されたという[11]。
- 西洋のリンゴを初めて日本に導入したとされる。文久2年（1862年）、春嶽はアメリカ産のりんごの苗木を入手し、それを江戸郊外巣鴨の福井藩下屋敷に植えたのが最初とされる[12]（ただし遡ること数年前、巣鴨近隣の板橋にあった加賀藩下屋敷にて先行の栽培記録がある[13]）。

## 評価
- 大隈重信
  - 「当時賢明の聞え高かったが、その人物はただ誠実という一点に在る。しかし大名だけに貧乏公卿などとは違って気品は高かった」[14]
  - 「謙遜で、温和で、まず恭謙士に下るという方であった。風采は余り揚らなかった。しかしまず尋常の方だろう。なかなかの学者で、当時の大名中得易からざる器だったよ」[15]

## 家系
- 父：徳川斉匡（田安徳川家第3代当主）
- 母：お連以の方（1796-1871） - 側室、木村政辰の娘
- 養父：松平斉善（福井藩第13代藩主）
- 兄弟
  - 同母弟
    - 徳川慶臧（尾張藩第13代藩主）

  - 異母兄弟
    - 徳川斉位（一橋徳川家第5代当主）
    - 徳川慶壽（一橋徳川家第7代当主）
    - 徳川慶頼（田安徳川家第5代・8代当主、将軍後見職）
    - 近姫（一橋徳川家第4代当主・徳川斉礼室）
    - 愛姫（尾張藩第11代藩主・徳川斉温室）
    - 猶姫（尾張藩第12代藩主・徳川斉荘室）　ほか
- 正室：勇姫（1834年 - 1887年） - 熊本藩第10代藩主・細川斉護の三女
  - 長女：安姫（1860年 - 1865年）
- 側室：多満
  - 次女：貞姫（1865年 - 1866年）
  - 三女：誠姫（1866年）
- 側室：婦知（ふぢ、天璋院の御用人・糟屋十郎兵衛の四女）[16]（1855年 - 1925年）
  - 四女：猶姫（1872年）
  - 長男：六之助（1873年） - 早世
  - 次男：康泰（1875年） - 早世
  - 五女：節子（1876年 - 1936年） - 松平康荘夫人
  - 六女：里子（1878年 - 1955年） - 徳川厚夫人
  - 七女：正子（1879年 - 1940年） - 毛利五郎夫人
  - 八女：千代子（1881年 - 1952年） - 三条公美夫人
  - 三男：慶民（1882年 - 1948年） - 侍従、宮内大臣、宮内庁初代長官
  - 四男：徳川義親（1886年 - 1976年） - 尾張徳川家第19代当主
- 養子
  - 男子：松平茂昭（1836年 - 1890年） - 糸魚川藩主・松平直春の四男。糸魚川藩第7代藩主、福井藩第17代藩主
  - 女子：謐姫（1837年 - 1873年） - 松平直春の娘。阿部正弘継室

## 関連作品
テレビドラマ
- 『花の生涯』（1963年、NHK大河ドラマ　演：山口幸生）
- 『竜馬がゆく』（1968年、NHK大河ドラマ　演：渡辺文雄）
- 『勝海舟』（1974年、NHK大河ドラマ　演：井上孝雄）
- 『翔ぶが如く』（1990年、NHK大河ドラマ　演：磯部勉）
- 『必殺スペシャル・新春 大暴れ仕事人! 横浜異人屋敷の決闘』（1990年、テレビ朝日　演：平野稔）
- 『徳川慶喜』（1998年、NHK大河ドラマ　演：林隆三）
- 『～未来を見つめた幕末の英傑～横井小楠』（1998年、テレビ熊本郷土の偉人シリーズ 演：林与一）[17]
- 『篤姫』（2008年、NHK大河ドラマ　演：矢島健一）
- 『龍馬伝』（2010年、NHK大河ドラマ　演：夏八木勲）
- 『八重の桜』（2013年、NHK大河ドラマ　演：村上弘明）
- 『ドラマ 龍馬 最後の30日』（2017年11月、NHKスペシャル　演：筒井道隆）
- 『龍馬の遺言』（2017年12月、NHKBS特集ドラマ　演：筒井道隆）
- 『西郷どん』（2018年、NHK大河ドラマ、演：津田寛治）
- 『青天を衝け』（2021年、NHK大河ドラマ、演：要潤）

漫画
- 『お〜い!竜馬』（原作：武田鉄矢、作画：小山ゆう）小学館
- 『AZUMI』（小山ゆう）小学館
- 『コミック版日本の歴史 幕末・維新人物伝 松平春嶽』（監修：加来耕三、原作：後藤ひろみ、作画：中島健志）ポプラ社

小説
- 『天翔ける』　（作者：葉室麟　KADOKAWA 2017年12月 / 角川文庫 2021年2月）